# Haus Schauenburg

Stammwappen derer von Schauenburg mit dem Nesselblatt

Das Adelsgeschlecht der Grafen von Schauenburg und Holstein stammt ursprünglich von der Schauenburg (heute: Schaumburg) bei Rinteln (Landkreis Schaumburg) an der Weser. Neben der – seit etwa 1480 – Grafschaft Schaumburg genannten Schauenburger Stammherrschaft mit ihren Residenzorten Bückeburg und Stadthagen wurde die Familie im Jahr 1110 auch mit den Herrschaften Holstein und Stormarn belehnt, wo die Schauenburger sich ab etwa 1225 Grafen von Holstein nannten.
Sie verzweigten sich in mehrere Linien, doch nach dem Aussterben der Linie Holstein-Rendsburg 1459, die den größten Teil des Landes regiert und auch als Herzöge von Schleswig amtiert hatte, wählte die Schleswig-Holsteinische Ritterschaft 1460 den dänischen König Christian I. zum Herzog von Schleswig und Grafen von Holstein und Stormarn. Die damit begründete Personalunion zwischen dem vom Haus Oldenburg regierten Königreich Dänemark und den beiden norddeutschen Herzogtümern hatte bis 1864 Bestand. Nur die Schauenburger Linie Holstein-Pinneberg regierte noch bis zu ihrem Aussterben 1640 weiter. Anschließend wurde die Grafschaft Holstein-Pinneberg zwischen dem dänischen König und dem Herzog von Schleswig-Holstein-Gottorf, geteilt. Die Grafschaft Schaumburg wurde zwischen den Landgrafen von Hessen-Kassel und den Grafen zur Lippe (in der Linie der Grafen zu Schaumburg-Lippe) aufgeteilt.

## Geschichte

Um 1250: Grafschaft Holstein (braun), Grafschaft Schauenburg (hellblau, unten links im Bild)

Die Herren von Santersleben waren aus der Grafschaft Walbeck in die Region zwischen Deister und Süntel gekommen, als einer von ihnen, möglicherweise Adolf (I.) um 1040, eine Edle namens Godila aus dem Hause derer von Rodenberg am Deister, geheiratet hatte. Sie beherrschten auch weite Landstriche rechts und links der mittleren Weser bei Rinteln. In den nachfolgenden Generationen erweiterten sie ihre Herrschaft auch über den Bukkigau.
Adolf (II.) von Santersleben und Rodenberg hatte einen wohl um 1070 geborenen Sohn, der 1110 als Adolf von Schauenburg (de Scowenburg, später auch de Scoenborg) erwähnt wird, nachdem er die Schaumburg über dem Wesertal erbaut oder ausgebaut hatte. Im Jahr 1110 ernannte der Herzog von Sachsen und spätere römisch-deutsche Kaiser Lothar von Supplinburg seinen Lehnsmann Adolf von Schauenburg zum Nachfolger des Grafen Gottfried von Hamburg, der im Kampf gegen Slawen gefallen war. Mit dieser Ernennung begann in der Grafschaft Holstein eine Schauenburger Herrschaftszeit, die dann fast 350 Jahre währte. Adolf erbaute die 1110 erstmals bezeugte Schaumburg, nach der er sich benannte, und besaß im Gau Holstein die Siegesburg in Segeberg, die auch seinen Nachfahren als Sitz diente und in vielfachen Fehden belagert wurde. 1130 starb Adolf I. 
Ihm folgte sein Sohn Adolf II., der als Lehnsmann des von König Konrad III. geächteten Welfen-Herzogs Heinrich des Stolzen die Gaue Holstein und Stormarn 1138 zeitweilig verlor und sie 1142 zurückerhielt. Er baute die Siegesburg wieder auf und errichtete die Burg Plön anstelle einer älteren wagrischen Befestigung Plune. Auch erneuerte er die um 1100 erbaute Rendsburg und gründete 1143/1144 Lübeck, wo er eine erste Wallburg anlegen ließ. Er holte Kolonisten aus Westfalen und den Niederlanden und ließ die Slawen durch Vizelin missionieren. 1164 fiel er in der Schlacht bei Verchen in Vorpommern gegen die Slawen.
Adolf III. unterstützte in den Auseinandersetzungen seines Lehnsherrn, des welfischen Sachsen-Herzogs Heinrich des Löwen, mit Friedrich I. Barbarossa zunächst den Herzog, dann ab 1180 den Kaiser, den er 1190 auf seinem Kreuzzug begleitete. Er verlor 1201 durch die Schlacht bei Stellau vorübergehend Holstein an Dänemark und zog sich in die Grafschaft Schauenburg zurück. Adolf I. bis zu seinem Enkel Adolf III. bezeichneten sich zunächst weder selbst als Grafen von Holstein noch wurden sie von ihren Zeitgenossen so tituliert. Den Titel Graf von Holstein übernahm erst um 1225 Adolf IV. von seinem Vorgänger, dem vorübergehend eingesetzten dänischen Lehnsmann Graf Albrecht von Orlamünde. Bis zu Beginn von Albrechts Herrschaft war nur der holsteinische Overbode als „von Holstein“ bezeichnet worden, die drei ersten Adolfe nannten sich noch „Herren von Schauenburg“.
Adolf IV. gelang 1227 in der Schlacht von Bornhöved die Rückeroberung Holsteins. Die Grafen von Holstein festigten nach diesem Sieg ihre Herrschaft nicht nur in Holstein, das zum Heiligen Römischen Reich gehörte, sondern gewannen bald auch im benachbarten Herzogtum Schleswig an Einfluss, das der dänischen Krone unterstand. Adolf IV. erbaute um 1242 die Kieler Burg, residierte aber meist auf der Siegesburg. Adolf VI. ließ im Stammland Schauenburg um das Jahr 1300 die Wasserburg Bückeburg erbauen. Adolf VIII. eroberte 1370 die Burg Pinneberg. 

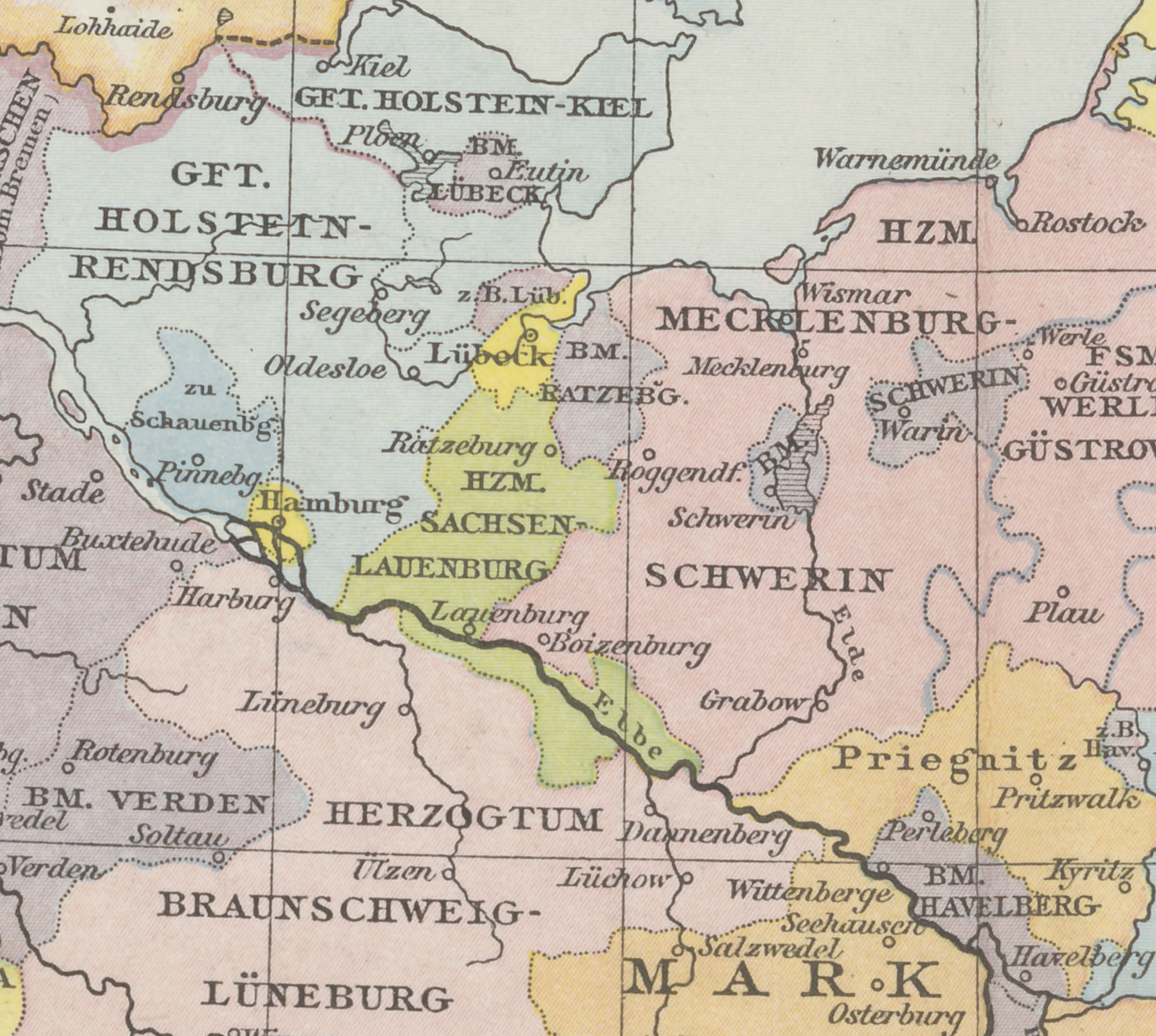
Um 1400: Holstein-Rendsburg, Holstein-Kiel und Holstein-Pinneberg (blau)

Ab 1261 teilte sich die Familie im Laufe der Jahrzehnte in mehrere, zum Teil nur kurzlebige Stammlinien. Dadurch gab es mehrere Herrscher gleichzeitig in Holstein:
- Holstein-Itzehoe (1261–1290)
- Holstein-Kiel (1261–1316, beerbt durch Plön -1390, erneut geteilt: Graf Albrecht II. 1397–1403)
- Holstein-Segeberg (1273–1308/1315)
- Holstein-Plön (1290–1390)
- Holstein-Pinneberg oder Holstein-Schauenburg (1290–1640)
- Holstein-Rendsburg (1290–1459)

Die Aufteilung endete 1390, als die Rendsburger Linie den größten Teil Holsteins innehatte. Lediglich die kleine Grafschaft Holstein-Pinneberg, die mit der Grafschaft Schauenburg verbunden war, bestand nebenbei unter einer eigenen Linie weiter. Die Grafen von Holstein-Rendsburg besaßen seit 1326 Teile des Herzogtums Schleswig als Pfand, erreichten mit Gerhard III. 1326–1330 auch kurzzeitig erstmals die Belehnung damit, und erhielten nach dem Tod von Heinrich, dem letzten Herzog von Schleswig aus der „Abelslinie“ des dänischen Königshauses Estridsson, im Jahr 1375 mehrfach die Belehnung mit dem dänischen Herzogtum Südjütland beziehungsweise Schleswig. Die Schauenburger änderten den Titel von „Herzog Jütlands“ oder „Herzog Südjütlands“ zu „Herzog Schleswigs“ (die Burg Schleswig war 1268 durch Herzog Erich I. von den Schleswiger Bischöfen erworben worden). 1386 erzwangen die Rendsburger Grafen ihre erbliche Belehnung mit dem Herzogtum Schleswig durch das dänische Königshaus, und der holsteinische Adel, die Equites Originarii, welche die Kernzelle der schleswig-holsteinischen Ritterschaft bildeten und Lehnsnehmer der Schauenburger waren, begann verstärkt, Besitz in Schleswig zu erwerben. 
Die Holsteiner Grafen rangen generationenlang mit den dänischen Königen aus dem Haus Estridsson und deren Nachfolgern um die Vormacht in Jütland. Den Höhepunkt ihrer Macht erreichten sie mit Graf Gerhard III., der 1326 König Christoph II. besiegte, ins Exil trieb und seinen eigenen Neffen Waldemar III. von Schleswig als König einsetzte, als dessen Vormund er ganz Dänemark beherrschte. Erst die beiden nächsten Könige, Christophs Sohn Waldemar IV. „Atterdag“ und dessen Tochter Margarethe I. stellten die Königsmacht wieder her, konzentrierten sich auf das Ringen mit der mächtigen Hanse um die Vormacht im Ostseeraum und erweiterten ihre Herrschaft in der Kalmarer Union schließlich auf ganz Skandinavien. Doch erreichten sie die angestrebte Herrschaft über das Herzogtum Schleswig nur nominell als Lehnsherren der Schauenburger. Diese machten sich die dänische Adelsopposition gegen die Zentralmacht immer wieder als Verbündete zu Nutze.
Folgende Grafen waren die wichtigsten für Holstein und Stormarn:
- (1110–1130) Adolf I., Herr von Schauenburg und der Gaue Holstein und Stormarn († 13. November 1130)
- (1130–1164) Adolf II., Herr von Schauenburg, Holstein und Stormarn (* 1128; † 6. Juli 1164 bei Demmin)
- (1164–1203) Adolf III., Herr von Schauenburg, Holstein und Stormarn (* ca. 1160; † 3. Januar 1225)

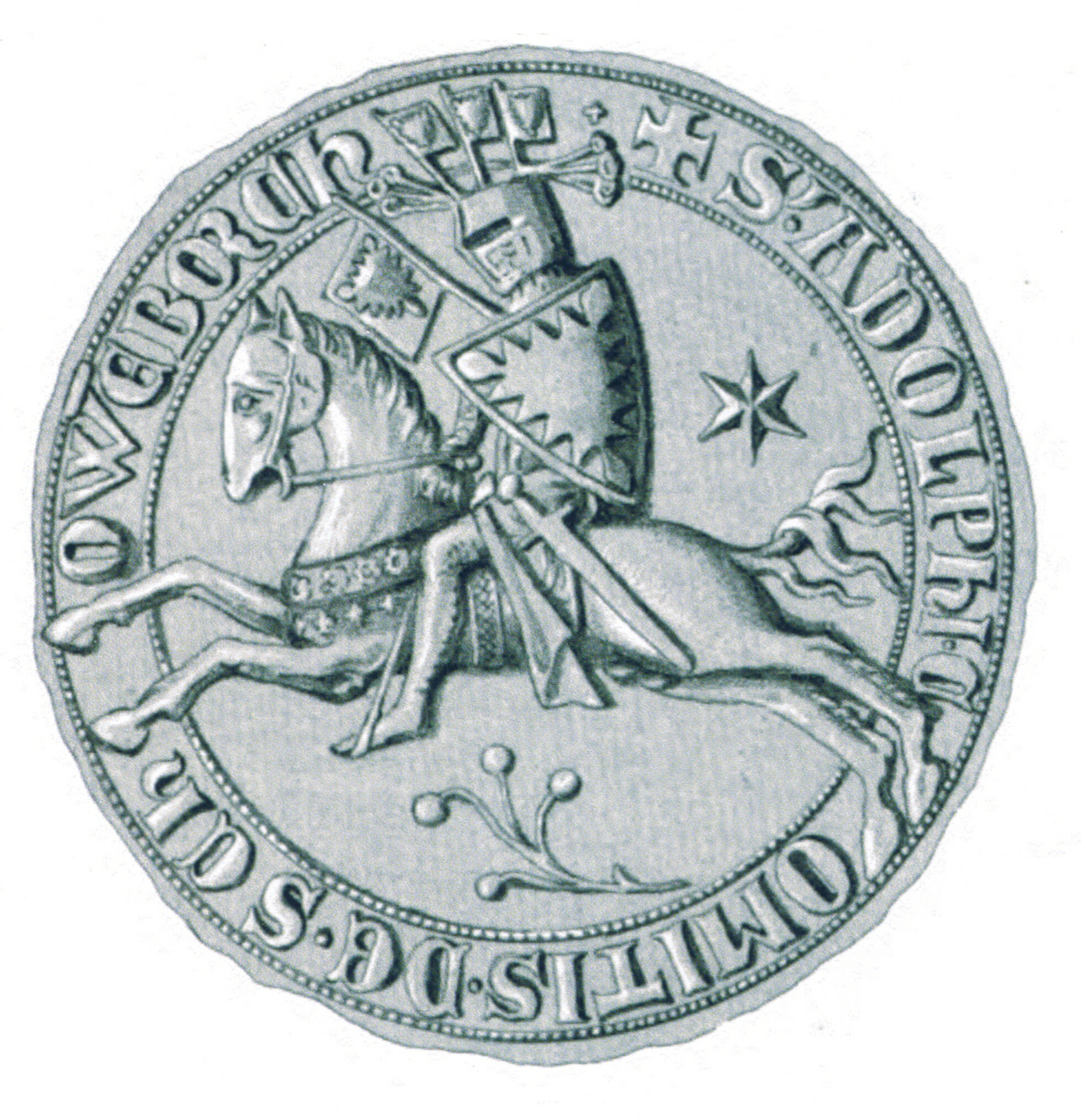
Reitersiegel Adolf VI., Graf von Schauenburg und Holstein

- Reitersiegel Adolf VI., Graf von Schauenburg und Holstein (1227–1239) Adolf IV. Graf von Schauenburg und Holstein (* vor 1205; † 8. Juli 1261 in Kiel)
- (1239–1290) Gerhard I. Graf von Holstein-Itzehoe (* ca. 1232; † 1290)
- (1290–1315) Adolf VI. Graf von Schauenburg und Holstein-Pinneberg (* ca. 1256; † 1315)
- (1290–1304) Heinrich I. Graf von Holstein-Rendsburg (* ca. 1258; † 1304)
- (1304–1340) Gerhard III. der Große Graf von Holstein-Rendsburg, Herzog von Südjütland (* ca. 1293; † 1340)
- (1312–1359) Johann III. der Milde Graf von Holstein-Plön, Herr von Fehmarn (* ca. 1294; † 1359)
- (1340–1384) Heinrich II. der Eiserne Graf von Holstein-Rendsburg (* ca. 1317; † 1384)
- (1340–1397) Nikolaus Graf von Holstein-Rendsburg, Erbe von Schleswig (* ca. 1321; † 1397)
- (1359–1390) Adolf VII. Graf von Holstein-Plön, Herr von Fehmarn (* 1329; † 1390)
- (1384–1404) Gerhard VI. Graf von Holstein-Rendsburg bzw. nach Teilung 1397 Holstein-Plön, Herzog von Schleswig (* ca. 1367; † 1404)
- (1385–1403) Albrecht II. Graf von Holstein-Kiel (* ca. 1369; † 1403)
- (1388–1421) Heinrich III. Graf von Holstein-Rendsburg, Bischof von Osnabrück 1402–1410 (* ca. 1372; † 1421)
- (1404–1427) Heinrich IV. Graf von Holstein, Herzogprätendent von Schleswig (* 1397; † 1427)
- (1421–1459) Adolf VIII. Graf von Holstein, Herzog von Schleswig (* 1401; † 1459)
- (1427–1433) Gerhard VII. Graf von Holstein (* 1404; † 1433)

Da Adolf VIII. ohne Erben verstarb, wählte der holsteinische Adel 1460 dessen kognatischen Neffen, den seit 1448 regierenden König Christian I. von Dänemark, einen gebürtigen Grafen von Oldenburg, zum neuen Herzog von Schleswig und – entgegen dem salischen Lehnserbrecht – zum Grafen von Holstein und Stormarn. Damit kam das Haus Oldenburg als Nachfolger der Schauenburger an die Macht in Schleswig und Holstein und herrschte hier bis 1864. Die Schleswig-Holsteinische Ritterschaft sorgte allerdings mit dem Vertrag von Ripen dafür, dass fortan die Länder Schleswig und Holstein „bliven ewich tosamende ungedelt“, dass ferner die Nachfolge im Herzogsamt jeweils durch Wahl der Ritterschaft zu bestätigen sei und dass schließlich die Kriegs-, Steuer- und Münzbewilligung bei den Ständen lag. Nachfolgende Erbteilungen in den Herzogtümern sollten danach nicht mehr zum Entstehen eigenständiger Staaten führen, sondern von bloßen Titularherzogtümern, sogenannten Paragien, deren Inhaber man als „Abgeteilte Herren“ bezeichnete, während die Souveränität beim König und Herzog verblieb. Die Stände konnten diese weitgehenden Regelungen gegenüber dem dänischen König durchsetzen, weil mit der letzten noch verbliebenen Schauenburger Linie der Grafen von Holstein-Pinneberg ein Konkurrent (mit besserem dynastischen Anrecht) zur Auswahl stand.
Die Pinneberger Linie der Schauenburger herrschte noch bis zu ihrem Aussterben im Mannesstamm 1640 in der Grafschaft Holstein-Pinneberg, im Schaumburger Stammland sowie ab 1476 in der Herrschaft Gemen.

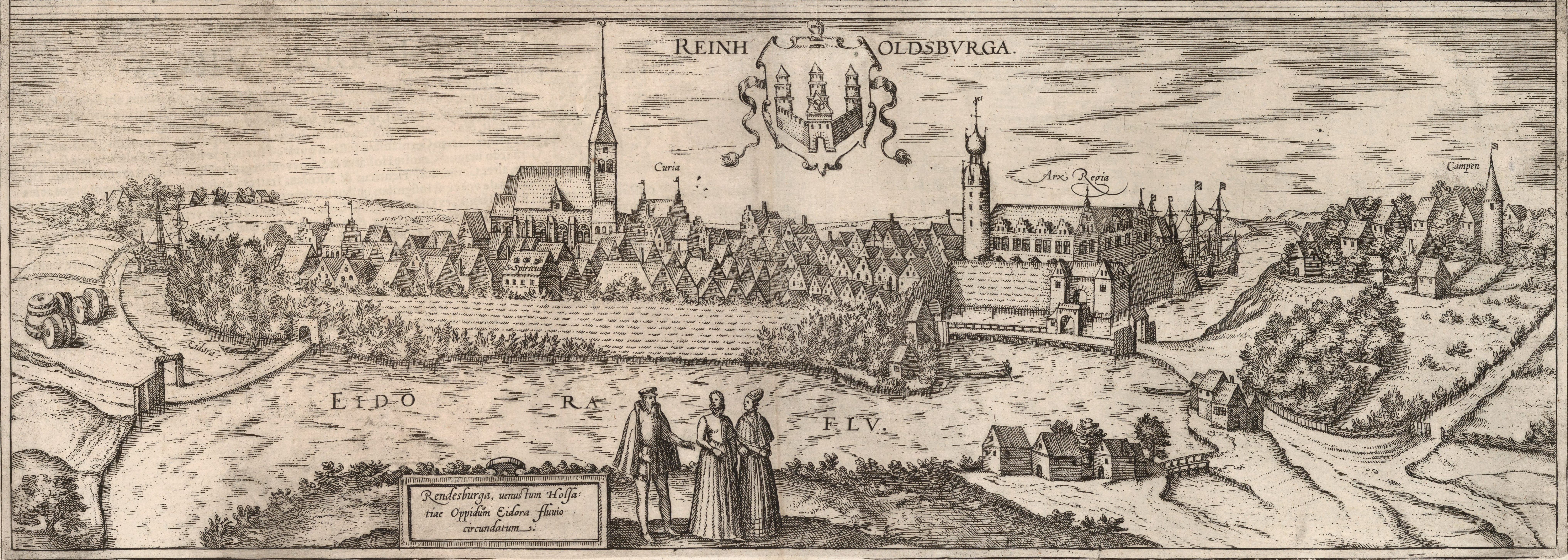
Die befestigte Stadt und Schloss Rendsburg 1588
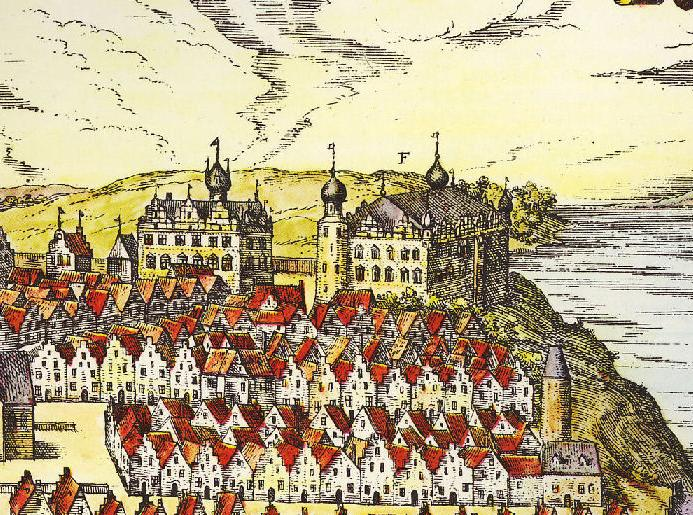
Das Kieler Schloss, in seiner Renaissanceform ab ca. 1560
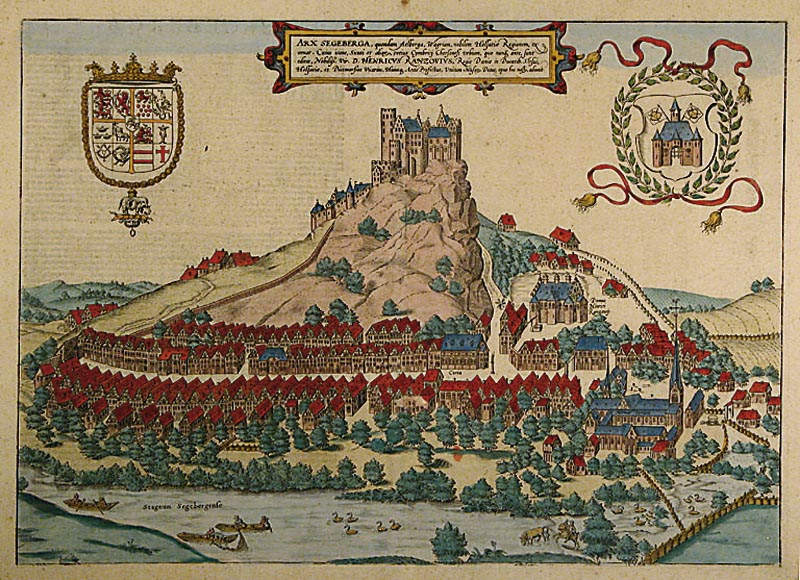
Segeberg und die Siegesburg (16. Jh.)
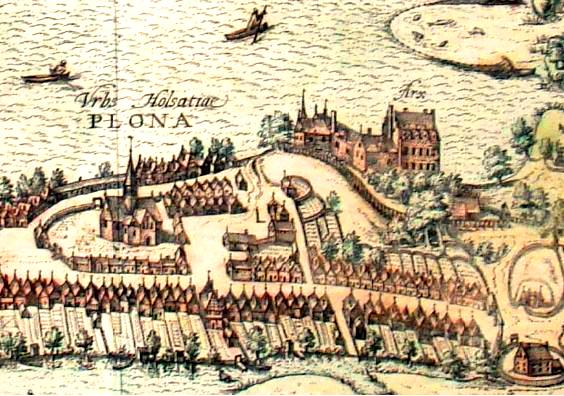
Schloss Plön (1595)

## Bedeutung der Grafenfamilie in Niedersachsen

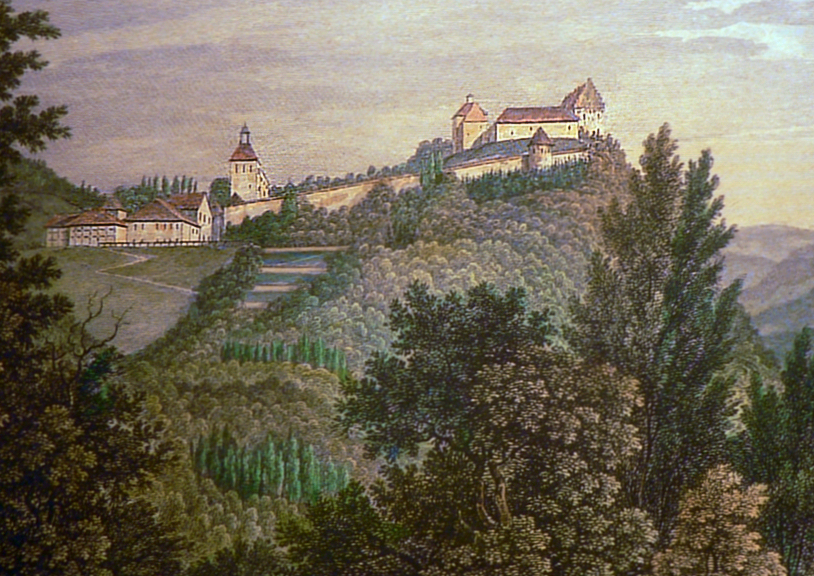
Die Schaumburg bei Rinteln (um 1800)

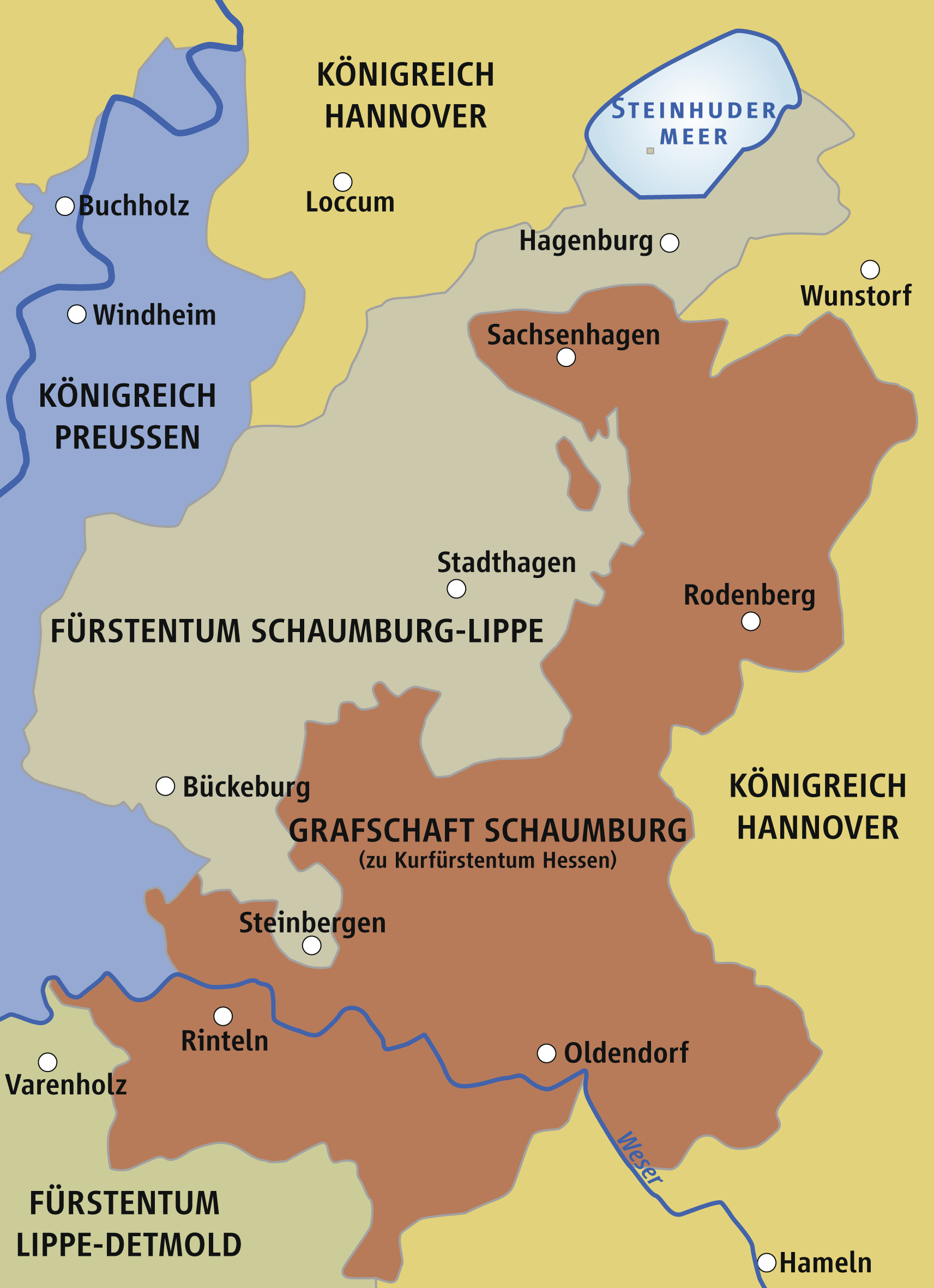
Die beiden Nachfolgeterritorien Fürstentum Schaumburg-Lippe und Grafschaft Schaumburg (1866)

Die Schauenburger haben einen geordneten Landesausbau mit Städtegründungen, wie zum Beispiel Stadthagen und Rinteln, betrieben. Die Schaumburger Grafen waren im 13. Jahrhundert Gografen des Bezirks Wennigsen (Deister) und bereits seit über hundert Jahren im Deister-Vorland begütert. Dieser Umstand brachte es mit sich, dass den Grafen von Schauenburg und Holstein die Vogtei des Klosters Wennigsen unterstellt wurde. Die Grafenfamilie stiftete Eigentum an das Kloster.
Die Grafschaft Sternberg gehörte von 1377 bis 1402/05, als sie an die Edelherren zur Lippe verpfändet wurde, zum Schauenburger Besitz. Graf Johann IV. von Schauenburg und Holstein-Pinneberg erhielt durch die Ehe mit Cordula von Gehmen (heute: Gemen) 1476 die Herrschaft Gemen vom sohnlosen Schwiegervater zediert (abgetreten). Nach einem Erbfolgestreit 1635 fiel Gemen an die Grafen von Limburg-Styrum.
Graf Otto IV. führte die Reformation 1559 in Schauenburg und 1561 in Holstein-Pinneberg ein. Ab 1560 ließ er das Schloss Bückeburg aus einer Wasserburg in eine repräsentative vierflügelige Schlossanlage im Stil der Weserrenaissance umgestalten.
Die Grafschaft Schaumburg bestand bis 1640, als mit dem Tod von Otto V. aus dem Gemener Zweig das Haus Schauenburg im Mannesstamm erlosch; die Grafschaft wurde zwischen den Landgrafen von Hessen-Kassel und den Grafen zur Lippe aufgeteilt. Der hessische Teil wurde fortan als Grafschaft Schaumburg, der lippische als Grafschaft Schaumburg-Lippe (ab 1807 Fürstentum) bezeichnet. Die Grafschaft Holstein-Pinneberg wurde dem mittlerweile von einer Grafschaft zum Herzogtum aufgewerteten Herzogtum Holstein angegliedert, das seit 1460 vom dänischen Königshaus der Oldenburger regiert wurde.

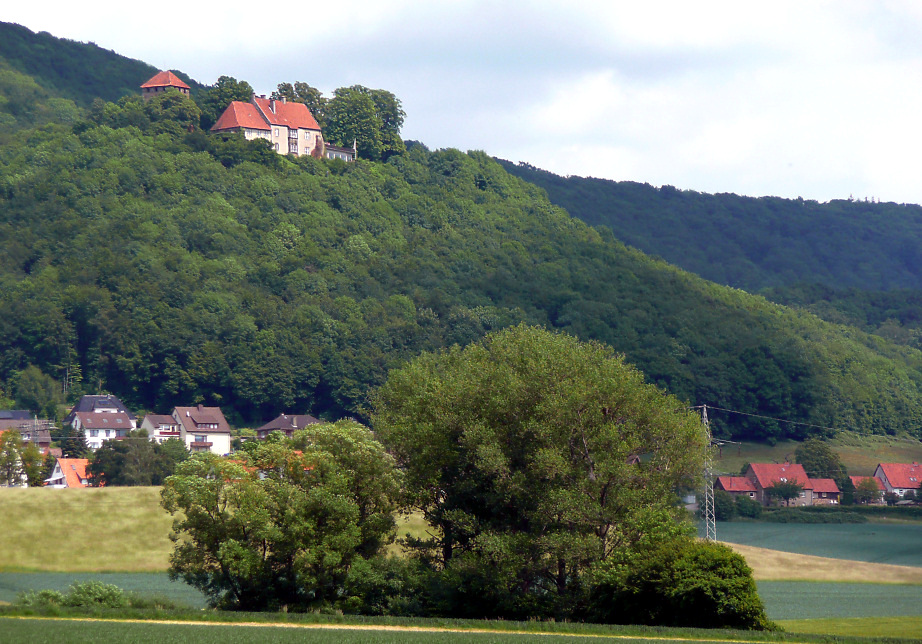
Schaumburg bei Rinteln
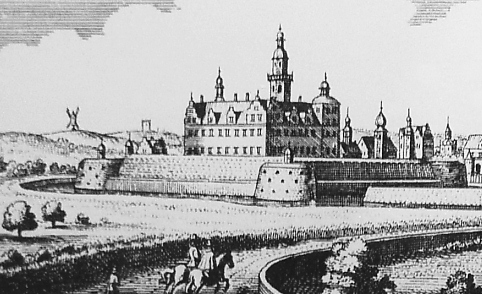
Schloss Bückeburg (1654)
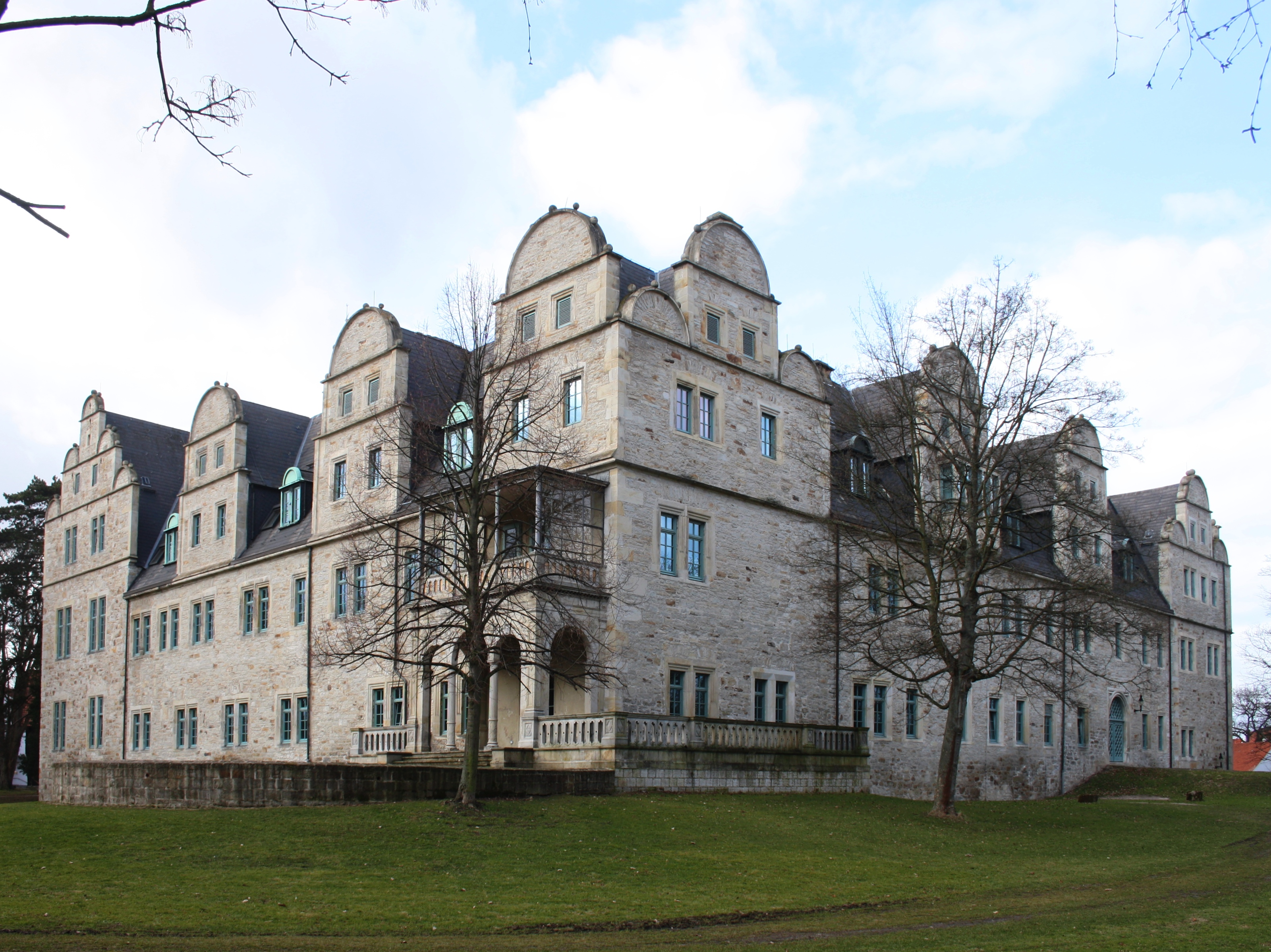
Schloss Stadthagen
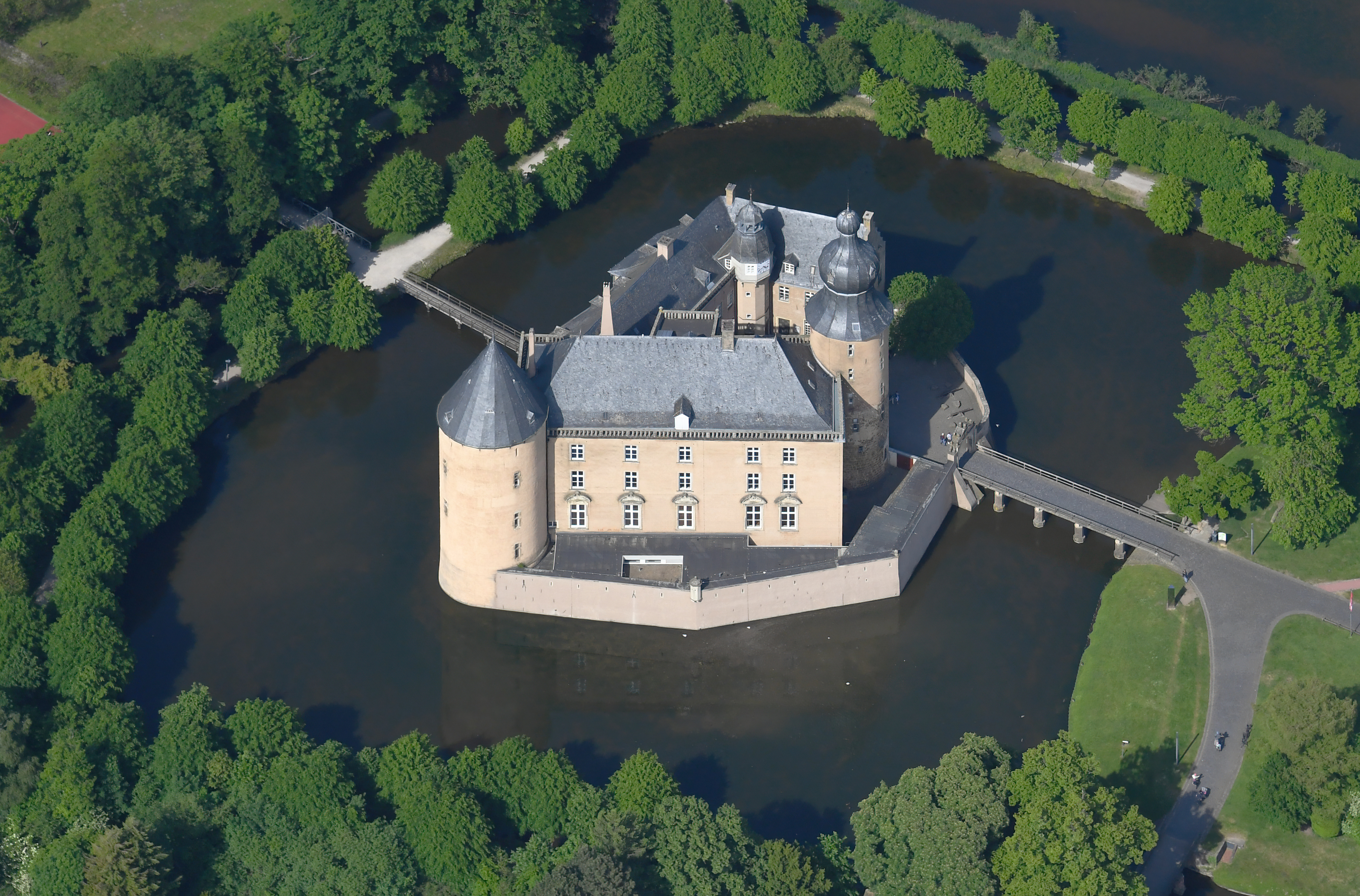
Burg Gemen